# Tour du Finistère 2021
 (mai 2021).
La mise en forme du texte ne suit pas les recommandations de Wikipédia : il faut le « wikifier ».
Les points d'amélioration suivants sont les cas les plus fréquents :
- Les titres sont pré-formatés par le logiciel. Ils ne sont ni en capitales, ni en gras.
- Le texte ne doit pas être écrit en capitales (les noms de famille non plus), ni en gras, ni en italique, ni en « petit »…
- Le gras n'est utilisé que pour surligner le titre de l'article dans l'introduction, une seule fois.
- L'italique est rarement utilisé : mots en langue étrangère, titres d'œuvres, noms de bateaux, etc.
- Les citations ne sont pas en italique mais en corps de texte normal. Elles sont entourées par des guillemets français : « et ».
- Les listes à puces sont à éviter, des paragraphes rédigés étant largement préférés. Les tableaux sont à réserver à la présentation de données structurées (résultats, etc.).
- Les appels de note de bas de page (petits chiffres en exposant, introduits par l'outil «  Source ») sont à placer entre la fin de phrase et le point final[comme ça].
- Les liens internes (vers d'autres articles de Wikipédia) sont à choisir avec parcimonie. Créez des liens vers des articles approfondissant le sujet. Les termes génériques sans rapport avec le sujet sont à éviter, ainsi que les répétitions de liens vers un même terme.
- Les liens externes sont à placer uniquement dans une section « Liens externes », à la fin de l'article. Ces liens sont à choisir avec parcimonie suivant les règles définies. Si un lien sert de source à l'article, son insertion dans le texte est à faire par les notes de bas de page.
- La présentation des références doit suivre les conventions bibliographiques. Il est recommandé d'utiliser les modèles {{Ouvrage}}, {{Chapitre}}, {{Article}}, {{Lien web}} et/ou {{Bibliographie}}. Le mode d'édition visuel peut mettre en forme automatiquement les références.
- Insérer une infobox (cadre d'informations à droite) n'est pas obligatoire pour parachever la mise en page.

Pour une aide détaillée, merci de consulter Aide:Wikification.
Si vous pensez que ces points ont été résolus, vous pouvez retirer ce bandeau et améliorer la mise en forme d'un autre article.
Le Tour du Finistère 2021 est la 35e  édition du Tour du Finistère et s'est déroulé le 22 mai 2021.
L'édition précédente remonte à 2019, car celle de 2020 est annulée à cause de la pandémie de COVID-19.
La course fait partie de la coupe de France de cyclisme sur route 2021 et du calendrier UCI Europe Tour 2021 en catégorie 1.1.

## Présentation

### Parcours
La 35e  édition du Tour du Finistère présente un parcours bosselé, comparable aux classiques Ardennaises ; les coureurs s'élancent à 13h00 de Saint-Evarzec pour 196,77 kilomètres de course, puis se dirigent au nord de Quimper.
Parmi les côtes au programme, on trouve : la côte de la Roche du Feu (2,6 km à 6.1%), la côte de Run Aval (0,6 km à 9.8%), la côte de Saint-Jean (0,8 km à 7.2%), la côte de Goulvain (0,3 km à 7%), la côte de Landudal (0,7 à 4.8%) avant un passage à Waterloo. Dans la seconde partie du parcours, les coureurs empruntent la côte du Moulin de Lay (1 km à 7.3%), la côte de la Montagne de Locronan (2,6 km à 6.1%) et la côte du Pont Quénau (0,6 km à 8%) avant un final escarpé.
La fin de la course est constituée d'un circuit de 9,8 kilomètres à réaliser à quatre reprises. La ligne d’arrivée se situe au sommet de la côte Meilh Stang Vihan (0,7 km à 6.2%) dans la commune de Quimper, avec des pourcentages à plus de 12 %. Avant cela, les coureurs empruntent la côte de la Voie Romane (1 km à 6.2%).

### Équipes participantes
| WorldTeams (4)- AG2R Citroën Team - Cofidis - Groupama-FDJ - Intermarché-Wanty-Gobert Matériaux ProTeams (7)- Arkéa-Samsic - B&B Hotels p/b KTM - Bingoal Pauwels Sauces WB - Delko - Rally Cycling - Total Direct Énergie - Uno-X Pro Cycling Team Équipes continentales (3)- Saint Michel-Auber 93 - Tarteletto-Isorex - Xelliss-Roubaix Lille Métropole |
| |

### Principaux coureurs présents
Les principaux favoris sont des coureurs français, le double vainqueur de l'épreuve et tenant du titre Julien Simon (Total Direct-Énergie), qui à 35 ans, effectue sa reprise après une pause à la suite des Classiques ardennaises, et son coéquipier Alexis Vuillermoz. Valentin Madouas est lui aussi en reprise, sortant de deux semaines de stage en altitude, le Finistérien sera accompagné d'un autre Breton, Olivier Le Gac récent 4e du Tro-Bo Léon, à noter la présence de Jake Stewart, toujours au sein de l'équipe Groupama-FDJ. Bryan Coquard pour la B&B Hotels, qui n'a toujours pas gagné cette saison, accompagné de Frederik Backaert (4e en 2019) et Jonathan Hivert. Benoît Cosnefroy pour l'équipe AG2R Cïtroen tentera de décrocher une première victoire après une reprise tardives pour cause de douleurs. On peut citer aussi la présence de Kévin Van Melsen et Baptiste Planckaert (Intermarché Wanty-Gobert), ce dernier avait remporté l'épreuve en 2016.

## Classements

### Classement final
| \| Classement général \| Classement général \| Classement général \| Classement général \| Classement général \| \| Coureur \| Coureur \| Pays \| Équipe \| Temps \| \| ------------------ \| ------------------- \| ------------------ \| ---------------------------------- \| ------------------ \| \| 1er \| Benoît Cosnefroy \| France \| AG2R Citroën Team \| 4 h 58 min 43 s \| \| 2e \| Sean De Bie \| Belgique \| Bingoal Pauwels Sauces WB \| + 0 s \| \| 3e \| Rasmus Tiller \| Norvège \| Uno-X Pro Cycling Team \| + 0 s \| \| 4e \| Alexis Vuillermoz \| France \| Total Direct Énergie \| + 0 s \| \| 5e \| Baptiste Planckaert \| Belgique \| Intermarché-Wanty-Gobert Matériaux \| + 0 s \| \| 6e \| Julien Simon \| France \| Total Direct Énergie \| + 0 s \| \| 7e \| Romain Hardy \| France \| Arkéa-Samsic \| + 0 s \| \| 8e \| Jonathan Hivert \| France \| B&B Hotels p/b KTM \| + 0 s \| \| 9e \| Cyril Barthe \| France \| B&B Hotels p/b KTM \| + 0 s \| \| 10e \| Damien Touzé \| France \| AG2R Citroën Team \| + 0 s \| |                     |          |                                    |                 |
| |                     |          |                                    |                 |
| Source : ProCyclingStats |                     |          |                                    |                 |
| Classement général |                     |          |                                    |                 |
| Coureur | Coureur             | Pays     | Équipe                             | Temps           |
| 1er | Benoît Cosnefroy    | France   | AG2R Citroën Team                  | 4 h 58 min 43 s |
| 2e | Sean De Bie         | Belgique | Bingoal Pauwels Sauces WB          | + 0 s           |
| 3e | Rasmus Tiller       | Norvège  | Uno-X Pro Cycling Team             | + 0 s           |
| 4e | Alexis Vuillermoz   | France   | Total Direct Énergie               | + 0 s           |
| 5e | Baptiste Planckaert | Belgique | Intermarché-Wanty-Gobert Matériaux | + 0 s           |
| 6e | Julien Simon        | France   | Total Direct Énergie               | + 0 s           |
| 7e | Romain Hardy        | France   | Arkéa-Samsic                       | + 0 s           |
| 8e | Jonathan Hivert     | France   | B&B Hotels p/b KTM                 | + 0 s           |
| 9e | Cyril Barthe        | France   | B&B Hotels p/b KTM                 | + 0 s           |
| 10e | Damien Touzé        | France   | AG2R Citroën Team                  | + 0 s           |

## Liste des participants
| Total Direct Énergie TDE | Total Direct Énergie TDE  | Total Direct Énergie TDE |
| ------------------------ | ------------------------- | ------------------------ |
| Num                      | Coureur                   | Pos                      |
| 1                        | Julien Simon (FRA)        | 6e                       |
| 2                        | Mathieu Burgaudeau (FRA)  | 18e                      |
| 3                        | Valentin Ferron (FRA)     | 14e                      |
| 4                        | Fabien Grellier (FRA)     | 25e                      |
| 5                        | Christopher Lawless (GBR) | 76e                      |
| 7                        | Alexis Vuillermoz (FRA)   | 4e                       |

| Intermarché-Wanty-Gobert Matériaux IWG | Intermarché-Wanty-Gobert Matériaux IWG | Intermarché-Wanty-Gobert Matériaux IWG |
| -------------------------------------- | -------------------------------------- | -------------------------------------- |
| Num                                    | Coureur                                | Pos                                    |
| 11                                     | Jasper De Plus (BEL)                   | 47e                                    |
| 12                                     | Théo Delacroix (FRA)                   | 65e                                    |
| 15                                     | Baptiste Planckaert (BEL)              | 5e                                     |
| 16                                     | Lorenzo Rota (ITA)                     | 15e                                    |
| 17                                     | Kévin Van Melsen (BEL)                 | 38e                                    |

| AG2R Citroën Team ACT | AG2R Citroën Team ACT   | AG2R Citroën Team ACT |
| --------------------- | ----------------------- | --------------------- |
| Num                   | Coureur                 | Pos                   |
| 21                    | Benoît Cosnefroy (FRA)  | 1er                   |
| 22                    | Stan Dewulf (BEL)       | 55e                   |
| 23                    | Julien Duval (FRA)      | AB                    |
| 24                    | Dorian Godon (FRA)      | 19e                   |
| 25                    | Anthony Jullien (FRA)   | 70e                   |
| 26                    | Damien Touzé (FRA)      | 10e                   |
| 27                    | Clément Venturini (FRA) | 56e                   |

| Groupama-FDJ GFC | Groupama-FDJ GFC       | Groupama-FDJ GFC |
| ---------------- | ---------------------- | ---------------- |
| Num              | Coureur                | Pos              |
| 31               | William Bonnet (FRA)   | AB               |
| 32               | Alexys Brunel (FRA)    | AB               |
| 33               | Clément Davy (FRA)     | 71e              |
| 34               | Fabian Lienhard (SUI)  | 12e              |
| 35               | Olivier Le Gac (FRA)   | 35e              |
| 36               | Valentin Madouas (FRA) | 42e              |
| 37               | Jake Stewart (GBR)     | 72e              |

| Rally Cycling RLY | Rally Cycling RLY       | Rally Cycling RLY |
| ----------------- | ----------------------- | ----------------- |
| Num               | Coureur                 | Pos               |
| 41                | Colin Joyce (USA)       | NP                |
| 42                | Nickolas Zukowsky (CAN) | 67e               |
| 43                | Pier-André Côté (CAN)   | 22e               |
| 44                | Matteo Dal-Cin (CAN)    | 49e               |
| 45                | Arvid de Kleijn (NED)   | AB                |
| 46                | Adam de Vos (CAN)       | 66e               |

| Arkéa-Samsic ARK | Arkéa-Samsic ARK      | Arkéa-Samsic ARK |
| ---------------- | --------------------- | ---------------- |
| Num              | Coureur               | Pos              |
| 51               | Markus Pajur (EST)    | 61e              |
| 52               | Donavan Grondin (FRA) | AB               |
| 53               | Romain Hardy (FRA)    | 7e               |
| 54               | Kévin Ledanois (FRA)  | 45e              |
| 55               | Clément Russo (FRA)   | 44e              |
| 56               | Alan Riou (FRA)       | 54e              |
| 57               | Laurent Pichon (FRA)  | 29e              |

| Cofidis COF | Cofidis COF             | Cofidis COF |
| ----------- | ----------------------- | ----------- |
| Num         | Coureur                 | Pos         |
| 61          | Piet Allegaert (BEL)    | 21e         |
| 62          | Kenneth Vanbilsen (BEL) | NP          |
| 64          | Eddy Finé (FRA)         | 31e         |
| 65          | Nathan Haas (AUS)       | 59e         |
| 66          | Emmanuel Morin (FRA)    | 17e         |
| 67          | Jelle Wallays (BEL)     | 50e         |

| B&B Hotels p/b KTM BBK | B&B Hotels p/b KTM BBK  | B&B Hotels p/b KTM BBK |
| ---------------------- | ----------------------- | ---------------------- |
| Num                    | Coureur                 | Pos                    |
| 71                     | Frederik Backaert (BEL) | 46e                    |
| 72                     | Cyril Barthe (FRA)      | 9e                     |
| 73                     | Franck Bonnamour (FRA)  | 23e                    |
| 74                     | Bryan Coquard (FRA)     | 13e                    |
| 75                     | Thibault Ferasse (FRA)  | 30e                    |
| 76                     | Jonathan Hivert (FRA)   | 8e                     |
| 77                     | Eliot Lietaer (BEL)     | 36e                    |

| Bingoal Pauwels Sauces WB BWB | Bingoal Pauwels Sauces WB BWB | Bingoal Pauwels Sauces WB BWB |
| ----------------------------- | ----------------------------- | ----------------------------- |
| Num                           | Coureur                       | Pos                           |
| 81                            | Sean De Bie (BEL)             | 2e                            |
| 82                            | Arjen Livyns (BEL)            | 63e                           |
| 83                            | Mathijs Paasschens (NED)      | 39e                           |
| 84                            | Tom Paquot (BEL)              | 37e                           |
| 85                            | Johan Meens (BEL)             | 40e                           |

| Total Direct Énergie TDE | Total Direct Énergie TDE  | Total Direct Énergie TDE |
| ------------------------ | ------------------------- | ------------------------ |
| Num                      | Coureur                   | Pos                      |
| 1                        | Julien Simon (FRA)        | 6e                       |
| 2                        | Mathieu Burgaudeau (FRA)  | 18e                      |
| 3                        | Valentin Ferron (FRA)     | 14e                      |
| 4                        | Fabien Grellier (FRA)     | 25e                      |
| 5                        | Christopher Lawless (GBR) | 76e                      |
| 7                        | Alexis Vuillermoz (FRA)   | 4e                       |

| Intermarché-Wanty-Gobert Matériaux IWG | Intermarché-Wanty-Gobert Matériaux IWG | Intermarché-Wanty-Gobert Matériaux IWG |
| -------------------------------------- | -------------------------------------- | -------------------------------------- |
| Num                                    | Coureur                                | Pos                                    |
| 11                                     | Jasper De Plus (BEL)                   | 47e                                    |
| 12                                     | Théo Delacroix (FRA)                   | 65e                                    |
| 15                                     | Baptiste Planckaert (BEL)              | 5e                                     |
| 16                                     | Lorenzo Rota (ITA)                     | 15e                                    |
| 17                                     | Kévin Van Melsen (BEL)                 | 38e                                    |

| AG2R Citroën Team ACT | AG2R Citroën Team ACT   | AG2R Citroën Team ACT |
| --------------------- | ----------------------- | --------------------- |
| Num                   | Coureur                 | Pos                   |
| 21                    | Benoît Cosnefroy (FRA)  | 1er                   |
| 22                    | Stan Dewulf (BEL)       | 55e                   |
| 23                    | Julien Duval (FRA)      | AB                    |
| 24                    | Dorian Godon (FRA)      | 19e                   |
| 25                    | Anthony Jullien (FRA)   | 70e                   |
| 26                    | Damien Touzé (FRA)      | 10e                   |
| 27                    | Clément Venturini (FRA) | 56e                   |

| Groupama-FDJ GFC | Groupama-FDJ GFC       | Groupama-FDJ GFC |
| ---------------- | ---------------------- | ---------------- |
| Num              | Coureur                | Pos              |
| 31               | William Bonnet (FRA)   | AB               |
| 32               | Alexys Brunel (FRA)    | AB               |
| 33               | Clément Davy (FRA)     | 71e              |
| 34               | Fabian Lienhard (SUI)  | 12e              |
| 35               | Olivier Le Gac (FRA)   | 35e              |
| 36               | Valentin Madouas (FRA) | 42e              |
| 37               | Jake Stewart (GBR)     | 72e              |

| Rally Cycling RLY | Rally Cycling RLY       | Rally Cycling RLY |
| ----------------- | ----------------------- | ----------------- |
| Num               | Coureur                 | Pos               |
| 41                | Colin Joyce (USA)       | NP                |
| 42                | Nickolas Zukowsky (CAN) | 67e               |
| 43                | Pier-André Côté (CAN)   | 22e               |
| 44                | Matteo Dal-Cin (CAN)    | 49e               |
| 45                | Arvid de Kleijn (NED)   | AB                |
| 46                | Adam de Vos (CAN)       | 66e               |

| Arkéa-Samsic ARK | Arkéa-Samsic ARK      | Arkéa-Samsic ARK |
| ---------------- | --------------------- | ---------------- |
| Num              | Coureur               | Pos              |
| 51               | Markus Pajur (EST)    | 61e              |
| 52               | Donavan Grondin (FRA) | AB               |
| 53               | Romain Hardy (FRA)    | 7e               |
| 54               | Kévin Ledanois (FRA)  | 45e              |
| 55               | Clément Russo (FRA)   | 44e              |
| 56               | Alan Riou (FRA)       | 54e              |
| 57               | Laurent Pichon (FRA)  | 29e              |

| Cofidis COF | Cofidis COF             | Cofidis COF |
| ----------- | ----------------------- | ----------- |
| Num         | Coureur                 | Pos         |
| 61          | Piet Allegaert (BEL)    | 21e         |
| 62          | Kenneth Vanbilsen (BEL) | NP          |
| 64          | Eddy Finé (FRA)         | 31e         |
| 65          | Nathan Haas (AUS)       | 59e         |
| 66          | Emmanuel Morin (FRA)    | 17e         |
| 67          | Jelle Wallays (BEL)     | 50e         |

| B&B Hotels p/b KTM BBK | B&B Hotels p/b KTM BBK  | B&B Hotels p/b KTM BBK |
| ---------------------- | ----------------------- | ---------------------- |
| Num                    | Coureur                 | Pos                    |
| 71                     | Frederik Backaert (BEL) | 46e                    |
| 72                     | Cyril Barthe (FRA)      | 9e                     |
| 73                     | Franck Bonnamour (FRA)  | 23e                    |
| 74                     | Bryan Coquard (FRA)     | 13e                    |
| 75                     | Thibault Ferasse (FRA)  | 30e                    |
| 76                     | Jonathan Hivert (FRA)   | 8e                     |
| 77                     | Eliot Lietaer (BEL)     | 36e                    |

| Bingoal Pauwels Sauces WB BWB | Bingoal Pauwels Sauces WB BWB | Bingoal Pauwels Sauces WB BWB |
| ----------------------------- | ----------------------------- | ----------------------------- |
| Num                           | Coureur                       | Pos                           |
| 81                            | Sean De Bie (BEL)             | 2e                            |
| 82                            | Arjen Livyns (BEL)            | 63e                           |
| 83                            | Mathijs Paasschens (NED)      | 39e                           |
| 84                            | Tom Paquot (BEL)              | 37e                           |
| 85                            | Johan Meens (BEL)             | 40e                           |

### Classement UCI
La course attribue aux coureurs le même nombre des points pour l'UCI Europe Tour 2021 et le Classement mondial UCI.
| Position           | 1er | 2e | 3e | 4e | 5e | 6e | 7e | 8e | 9e | 10e | 11e | 12e | 13e à 15e | 16e à 25e |
| Classement général | 125 | 85 | 70 | 60 | 50 | 40 | 35 | 30 | 25 | 20  | 15  | 10  | 5         | 3         |